# 長穗木
長穗木（学名：Stachytarpheta urticaefolia）又名木马鞭、牙买加长穗木，为馬鞭草科木馬鞭屬下的一个种。